# Guido Viale
Guido Viale (né en 1943 à Tokyo, au Japon) est un économiste et un écrivain italien.
Il a été un des leaders de la protestation étudiante pendant 1968 à Turin et a dirigé Lotta continua.